# Nieporęt
Nieporęt is een dorp in het Poolse woiwodschap Mazovië, in het district Legionowski. De plaats maakt deel uit van de gemeente Nieporęt en telt 2000 inwoners.

## Verkeer en vervoer
- Station Nieporęt